# Kocielnik
Kocielnik (prononciation : [kɔˈt͡ɕelnik]) est un village polonais situé dans la gmina de Sadowne dans le powiat de Węgrów et en voïvodie de Mazovie dans le centre-est de la Pologne.
Ce village se trouve à environ 4 kilomètres à l'est de Sadowne, 30 kilomètres au nord de Węgrów (chef-lieu du powiat) et à 79 kilomètres au nord-est de Varsovie (capitale de la Pologne).
Le village a une population de 210 habitants en 2006.

## Histoire
De 1975 à 1998, le village appartenait administrativement à la voïvodie de Siedlce.